# 沢村竜平
沢村 竜平（さわむら りゅうへい）は、森川ジョージの漫画作品『はじめの一歩』に登場する架空の人物。アニメ版での声優は三木眞一郎。

## 概要
鬼槍留（キャリル）ボクシングジム所属の元プロボクサー。元日本ジュニアライト級チャンピオン、および元日本フェザー級3位。名古屋市出身であることとその名前になぞらえて「尾張の竜」の異名を取った。身長170cm。一人称は「オレ」。
宮田一郎と並ぶ国内屈指のカウンターパンチャーと称され、宮田からは「資質は間違いなく俺以上」、鷹村からは「疑うまでもない宮田を越える天賦の才」、千堂からも「人を殴る才能を生まれ持っている」と認められるほどの圧倒的な才能と高い実力を持つものの、幼少期の凄惨な体験から対戦相手を「肉」と呼び、簡単には倒さず嬲り物にする狂気性を持ち、試合でカウンターを好んで使うのも「普通に打った時より自分の拳に返ってくる『肉の感触』や人間を殴っているという実感が湧くから」と語っている。
反則を躊躇なく使うファイトスタイルで恐れられているが勝利に対する執着心は「怨念」と形容されるまでに強く、練習や研究に妥協はない。
千堂武士とは不良少年時代にいさかいを起こした時以来の顔見知りで、千堂の復帰戦前にスパーリングパートナーを務めたこともある。

## 来歴
幼少時、母に対して家庭内暴力を振るう義父を刺し、母を守ったが、その時の様子を狂気じみて話した息子に怯えた母は、息子を養護施設に預けてしまい、姿を消した。竜平は母に裏切られたと思い、10代は勉強そっちのけで名古屋で文字通り路上喧嘩で凄腕となる。それを見かねた教師の河辺から旧知の鬼槍留ボクシングジムを紹介され、中学卒業と同時にボクシングを始める。竜平は母と一緒にいた頃食べて好物になったステーキになぞらえ対戦相手を「『肉』として料理して食べる」考えでリングに立ち、10代で出来上がった無頼漢の自分を出し、トレーナーにろくに教わらなくとも頭角を表していく。反則技を躊躇なく使うファイトスタイルは問題にされ、リング外で暴力事件を起こすことも多かったため対戦拒否や長期謹慎が重なり、長らく無名の選手だった。また、殺人未遂も躊躇なく行うこともあった（河辺に止められたため未遂で終わっただけで、放置していたら殺人になっていた可能性がある）。生涯戦績の3敗のうち2敗は相手の偶然の反則に対する報復を行っての反則負けで、その敗戦によりフェザー級西日本新人王戦に敗退している。同新人王戦の2回戦では、後に幕之内一歩との4度目の防衛戦で多いに苦しめた島袋岩男に対し、試合終了まで意図的にKOせず痛めつけ4Ｒで2度もダウンを取るという一方的な試合展開で、判定勝利を収めている。
フェザー級日本ランカーとなった後、一歩の得意技デンプシー・ロールがカウンターに弱いと見抜いて、一歩の持つフェザー王座に挑戦状を出した。その素行や試合での態度がボクシングを侮辱していると憤りを覚えたことや、デンプシー・ロールの進化を課題に考えていた一歩は挑戦を受理、5度目の防衛戦が成立する。防衛戦が内定した際は、鴨川も当初からその才能に一歩の敗戦を視野に入れ、さらにデンプシー・ロールに対してカウンターを取られた際のリング渦まで想定していた程であった。試合前日には、計量時に一歩を挑発するのみならず、兄と共に一歩を激励に来た間柴久美にまで手をあげ、一歩をさらに激怒させた。当日の試合では、計算され尽くした試合運びとデンプシー破りでKO寸前（後の間柴とのタイトルマッチの際には鷹村に「実質勝っていた」とまでこの試合を評された）にまで追い詰め、グロッキー状態の一歩を一方的にいたぶり続けていたが、新型デンプシー（デンプシー破り破り）から始まる猛反撃を受け、天性の勘により一度は新型デンプシーを封じるも、最終的には眼底骨折など重傷を負って7RKOで敗北した。
一歩戦後、「幕之内と同じ景色を見てみたい」という思いを抱くようになり、内に秘めた狂気それ自体に変化はないものの、職場でのトラブルがなくなりボクシングに対してもひた向きさが見て取れるようになるなど、人間性に変化が現れるようになった。
やがて階級を上げてジュニアライト級に転向し、再起戦で日本4位にランキング。強すぎて挑戦者が見つからなかったチャンピオン・間柴了から、妹・久美に拳を向けた件に対する復讐戦などとして、タイトルマッチの対戦相手に指名される。試合では、互いに一発もパンチを貰わないハイレベルな技術戦から、レフェリーを無視しての反則技の応酬を展開。竜平はクロスカウンターからの膝蹴りで間柴からダウンと意識を奪い優位に立つが、意識を取り戻した間柴から受けた頭突きで左目の視力を奪われ形勢が逆転。状況を打開するため足を止めて中距離での相打ちの繰り返しを挑む。右のカウンターで逆転のダウンを奪うと同時に、ダメージの蓄積によって自らもダウン。最後は試合再開の合図前に間柴が襲い掛かってリング外に叩き落とされ、間柴の反則負けという形ながら念願の日本王座を手に入れた。手負いにもかかわらず独断で愛用のオートバイで後楽園ホールから名古屋へ帰宅途中、勝利の余韻に浸り高速道路で事故を起こして瀕死の重傷を負い、一命は取り留めたもののボクサーとして再起不能となり現役を引退した。生涯戦績14戦11勝（5KO）3敗。
引退後、道場破りの旅で名古屋に訪れた千堂の案内役として再登場し、宮田対ランディー・ボーイ・ジュニア戦にも千堂と共に観戦に訪れていた。その際に席を並べて観戦することになった一歩とは再会、板垣のことは「知恵が回る」と評価している。交通事故の後遺症で顔面に大きな傷痕が残っており、手術で埋め込まれたボルトや針金はまだ摘出されていない。事故後もバイクの運転は続けていたが、千堂に愛車を大破させられたのをきっかけにバイクをやめると口にしていた。現役時代は鳶職として働いており、引退後はトレーナーをしている。一歩との仲は以前と異なり良好になりつつある。

### その他
幼少時の経験から誰にも心を開いていなかったが、唯一目をかけてくれた中学時代の恩師・河辺には心を開いているようで、彼が一歩に「(ボクシングによって更に加速した竜平の凶悪さを見かねて)叩きのめして欲しい」と懇願していたのを見た際は「アンタだけは裏切らないと思っていたのに」と怒りを露わにして試合中に河辺に対して唾を吐いた。しかし、試合終了後に千堂から河辺は同じ施設の出で気にかけてくれていると聞かされ、関係は改善している。千堂は「河辺がいなかったら確実に人の道を外していた」と沢村のことを評している。また、ジムの会長は竜平が喧嘩や反則などを繰り返すことで手を焼いていたものの破門することはしなかった。竜平も後に王者になった際には会長と河辺に(小声ではあったが)感謝の言葉を伝えたり、一礼をしていた描写がある。

## 技
カウンター
高い動体視力と天性の勘によって攻撃を事前に察知し、相手が手を出そうとした瞬間に反撃を加える。宮田のように相手に飛び込んで打ち込むものではなく、自分の体勢を崩さず一方的に殴りつける。成立させるための戦略にも長ける。
間柴戦では一番体重の乗る打ち下ろしの右を狙って合わせており、猫田はそのカウンターを「芸術」と評した。
弾丸（バレット）
突き出し気味に構えた左手で、予備動作無しに手首と肩のひねりのみでスクリューブローを打ち出す。拳の質が硬いため、貫通力があり、持ち前のハンドスピードで連発もできる。銃の弾丸になぞらえて名付けられた。
閃光（センコー）
右ストレート。名前の由来はそのスピードから。
デンプシー破り
デンプシー・ロールに対するカウンター。ウィービングのリズムに合わせてバックステップし視野を確保、直後フックに合わせてカウンターを放つ。一歩戦で使用。
ドラゴン・フィッシュ・ブロー
木村達也のフィニッシュブロー。間柴戦で使用。
反則技
肘打ち、頭突き、膝・爪先での蹴り、足払い、裏拳など。試合が膠着した時や追い詰められた時、グロッキー状態の相手をいたぶる時、苛立たせて思い通りの展開に持ち込みたい時など、様々な場面で用いる。

## 備考
ファイトスタイルのモデルは実在するプロボクサーのアイク・クォーティ。
名前の由来は、バスフィッシングのプロ・沢村幸弘、鬼槍留ジムも沢村が営む釣具店「Karil」から取られている。
「弾丸」の名前の由来は、沢村幸弘が設計したソフトルアー「バレット」、「閃光」も当時流行していたソフトルアー「センコー」に由来している。

## 対戦成績
西暦が不明であるため、便宜上、一歩の鴨川ジム入門後の経過年数を表記する。
- 14戦11勝5KO3敗

※1～11戦目の不明分のどれかに4KOと失格による2敗が含まれ（幕之内と対戦する直前の戦績は11戦9勝4KO2敗）、うち3試合は4月25日、7月18日、12月3日に行っている。
| 戦           | 日付                 | 勝敗 | 時間 | 内容 | 対戦相手           | 国籍 | 備考                                    |
| ------------ | -------------------- | ---- | ---- | ---- | ------------------ | ---- | --------------------------------------- |
| 1            | 不明                 | 勝利 |      |      | 不明               | 日本 | プロデビュー戦（フェザー級）            |
| 2            | 不明                 | 勝利 |      |      | 不明               | 日本 |                                         |
| 3            | 不明                 | 勝利 |      |      | 不明               | 日本 |                                         |
| 4            | 不明                 | 勝利 |      |      | 不明               | 日本 |                                         |
| 5            | 不明                 | 勝利 |      |      | 不明               | 日本 |                                         |
| 6            | 不明                 | 勝利 |      |      | 不明               | 日本 |                                         |
| 7            | 不明                 | 勝利 |      |      | 不明               | 日本 |                                         |
| 8            | 不明                 | 勝利 |      |      | 不明               | 日本 |                                         |
| 9            | 不明                 | 勝利 |      |      | 不明               | 日本 |                                         |
| 10           | 不明                 | 敗北 |      | 失格 | 不明               | 日本 |                                         |
| 11           | 不明                 | 敗北 |      | 失格 | 不明               | 日本 |                                         |
| 12           | 199X年 6年目 6月15日 | 敗北 | 7R   | KO   | 幕之内一歩（鴨川） | 日本 | 日本フェザー級タイトル戦                |
| 13           | 199X年 6年目         | 勝利 | 2R   | KO   | 不明（4位）        | 日本 | （ジュニアライト級に転向）              |
| 14           | 199X年 6年目 4月21日 | 勝利 | 6R   | 失格 | 間柴了（東邦）     | 日本 | 日本ジュニアライト級タイトル戦 王座獲得 |
| テンプレート |                      |      |      |      |                    |      |                                         |

※また同不明分のうちに、少なくとも以下の連続した内容が含まれる。
| 戦           | 日付 | 勝敗 | 時間 | 内容 | 対戦相手                   | 国籍 | 備考                                |
| ------------ | ---- | ---- | ---- | ---- | -------------------------- | ---- | ----------------------------------- |
| N1           | 不明 | 勝利 |      |      | 不明                       | 日本 | 西日本新人王（フェザー級）1回戦     |
| N2           | 不明 | 勝利 |      | 判定 | 島袋岩男（めんそ～れ沖縄） | 日本 | 西日本新人王（フェザー級）2回戦     |
| N3           | 不明 | 敗北 |      | 失格 | 不明                       | 日本 | 西日本新人王（フェザー級）3回戦以降 |
| テンプレート |      |      |      |      |                            |      |                                     |